# Killdeer (Dacota do Norte)
Killdeer é uma cidade localizada no estado norte-americano de Dacota do Norte, no Condado de Dunn.

## Demografia
Segundo o censo norte-americano de 2000, a sua população era de 713 habitantes.
Em 2006, foi estimada uma população de 683, um decréscimo de 30 (-4.2%).

## Geografia
De acordo com o United States Census Bureau tem uma área de
2,5 km², dos quais 2,5 km² cobertos por terra e 0,0 km² cobertos por água. Killdeer localiza-se a aproximadamente 698 m acima do nível do mar.

## Localidades na vizinhança
O diagrama seguinte representa as localidades num raio de 44 km ao redor de Killdeer.